# Aburina caerulescens
Aburina caerulescens är en fjärilsart som beskrevs av George Francis Hampson 1926. Aburina caerulescens ingår i släktet Aburina och familjen nattflyn. Inga underarter finns listade i Catalogue of Life.